# Мокасини

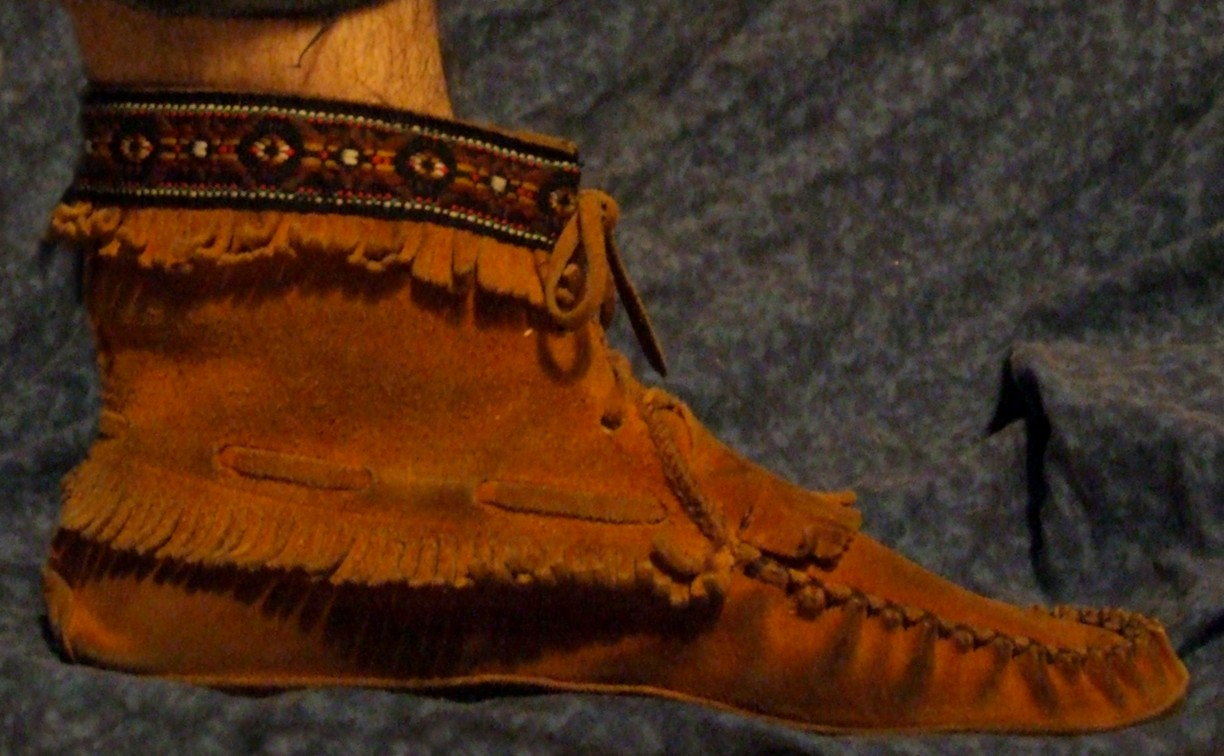
Мокасин на м'якій підошві.

Мокаси́ни — у північноамериканських індіанців м'яке взуття зі шкури звіра, шерстю назовні, або із замші, часто прикрашене візерунками й малюнками; мокасини вишивають бісером, в минулому вишивали голками голкошерста. Пізніше мокасини перейняли європейські колоністи.
У сучасному розумінні мокасини — це черевики з м'якої, еластичної шкіри з вплетеними, настроченими, ушитими вставками.